# Asuka Hinoi
Asuka Hinoi (樋井明日香 Hinoi Asuka; Osaka, 8 de enero de 1991) es una cantante japonesa que lideraba el Jpop grupo Hinoi Team (HINOIチーム hinoi chīmu?).

## Biografía
La carrera musical de Asuka comenzó en 2002 con otras dos chicas, Hikaru Koyama y Miho Hiroshige para formar el grupo Love & Peace. La canción Drifter fue uno de los temas de la película Dodge Go! Go! Y las tres tenían un pequeño papel en la película. Love & Peace no tuvo el éxito que se esperaba y se quedó ahí.
En 2003 Asuka y Hikaru, esta vez junto con Yuho Fujiwara, intentaron crear el grupo bajo la discográfica Vision Factory´s, aunque no llegaron a debutar.
Más tarde, en 2003, Tomoko Kawase, más conocida como Tommy february6 vio el potencial de Asuka y ayudó a producir el que sería su primer sencillo "Wanna be your girlfriend", bajo el sello de Sonic Groove label, de Avex Trax. Esta canción se usó para el ending del drama Ashita Tenki ni Naare. Este sencillo sólo llegó hasta la posición 60 de la lista de éxitos.
Unos meses más adelante, salió su segundo sencillo Tatta Hitori no Kimi. La canción fue escrita por el famoso cantante y compositor de SPEED, Hiramasa Ijishi. Apareció en distintos shows musicales como Music Station, Pop Jam y HEY! HEY! HEY!. Este sencillo no vendió tan bien como el primero, sólo alcanzó la posición número 79 en la lista de éxitos.
El 4 de diciembre se anunció que Asuka sería líder de un nuevo grupo llamado Hinoi Team.
El debut de Hinoi team iba a ser el 5 de febrero de 2005 pero por diversos problemas se retrasó hasta el 18 de mayo. Su primer sencillo fue ike ike. Hinoi Team se disolvió en 2007.

## Discografía

### Singles
- [2003.11.19] ♥Wanna be your girlfriend♥
- [2004.04.14] Tatta Hitori no Kimi (たったひとりの君?)
- [2007.05.02] Ashita e no Hikari (明日への光?)
- [2008.03.19] Suiren (睡蓮?)

### Photobooks
- ASUKA (February, 2007), Wani Books, ISBN 4847029917